# Fehérvár FC
Fehérvár FC je maďarský fotbalový klub z města Székesfehérvár. V sezóně 2010/11 vyhrál poprvé v historii maďarskou ligu, stejně tak získal zatím jen jednou maďarský fotbalový pohár (2006). Na mezinárodním poli však klub zaznamenal největší úspěchy v 80. letech 20. století, zejména v sezóně 1984/85, kdy zcela nečekaně postoupil až do finále Poháru UEFA, když vyřadil Duklu Praha, Paris Saint-Germain, Partizan Bělehrad, Manchester United, Željezničar Sarajevo, aby nakonec podlehl až Realu Madrid. Ve finálovém dvojzápase sice vyhrál v Madridu 1:0, ale domácí prohra 0:3 zmařila naděje na zisk poháru.
V minulosti užíval klub třeba název Videoton FC, kvůli sponzorovi později začal užívat názvu MOL Vidi FC a pak MOL Fehérvár FC.

## Úspěchy
- 3× vítěz 1. maďarské fotbalové ligy (2010/11, 2014/15, 2017/18)